# Thomas Wassberg
Thomas Wassberg (n. 27 martie 1956, Comuna Årjäng, Comitatul Värmland, Suedia) este un schior suedez, medaliat olimpic. A participat la 4 ediții ale Jocurilor Olimpice (1976, 1980, 1984, 1988) în care a câștigat o medalie de aur.